# London Arena
London Arena - arena sportowa i centrum wystawowe, znajdujące się w Londynie w latach 1989-2006. Pojemność obiektu wynosiła 15 000 osób. 
Arenę otworzono 18 listopada 1989 r. Arena stanowiła miejsce rozgrywek w hokeja na lodzie dla zespołu London Knights oraz w koszykówkę dla zespołów London Towers i Greater London Leopards. W latach 1989, 1991 i 1998 na obiekcie rozgrywano mecze wrestlingu. Obiekt również stanowi miejsce koncertów znanych gwiazd; w arenie koncertowali m.in. Duran Duran, Slipknot i Eurythmics. W czerwcu 2006 obiekt został zburzony, zaś w przyszłości w tym miejscu ma powstać zabudowa mieszkaniowa. 